# Zdeněk Pospěch
Zdeněk Pospěch (Opava, 1978. december 14. –) cseh válogatott labdarúgó. Pospěch profi karrierjét szülővárosa csapatában, az SFC Opavában kezdte. Innen háromszor is kölcsönadták, majd 2001-ben a Baník Ostrtavához szerződött. Itt 4 évet játszott, és 2005 nyarán a Sparta Prahához igazolt. Ugyanebben az évben bemutatkozhatott a válogatottban is, egy Svédország elleni barátságos meccsen. 2008. január 23-án, 1,9 millió euróért a dán FC København igazolta le, így együtt játszhat jó barátjával, Libor Sionkóval.

## Sikerei, díjai
Baník Ostrava
- Cseh bajnok: 2003–04

 Sparta Praha
- Cseh bajnok: 2006–07

 København
- Dán bajnok: 2008–09, 2009–10, 2010–11
- Dán kupagyőztes: 2008–09

 SFC Opava
- Cseh másodosztály bajnok: 2017–18